# جيسيكا كلارك (ممثلة)
جيسيكا كلارك (بالإنجليزية: Jessica Clark)‏ هي عارضة ومدونة وممثلة بريطانية، ولدت في 21 أبريل 1985 بلندن في المملكة المتحدة.

## وصلات خارجية
- جيسيكا كلارك على موقع IMDb (الإنجليزية)
- جيسيكا كلارك على موقع ألو سيني (الفرنسية)
- جيسيكا كلارك على موقع ميوزك برينز (الإنجليزية)
- جيسيكا كلارك على موقع أول موفي (الإنجليزية)
- جيسيكا كلارك على موقع قاعدة بيانات الفيلم (الإنجليزية)
- جيسيكا كلارك على موقع كينوبويسك (الروسية)
- جيسيكا كلارك على موقع دليل عارضات الأزياء (الإنجليزية)